# Плодови гълъби
Плодовите гълъби (Ptilinopus) са род птици от семейство Гълъбови (Columbidae). Тези цветни, плодоядни птици се срещат в горите на Югоизточна Азия и Океания. Това е голям род с над 50 вида, някои от които са застрашени или изчезнали.

## Таксономия
Родът Ptilinopus е въведен през 1825 г. от английския учен Уилям Джон Суейнсън с описването на Ptilinopus regina като типов вид. Името на рода съчетава старогръцките думи ptilon – „перо“ и pous – „крак“.
Многото видове от този род могат да бъдат допълнително групирани по географски признак и по определени общи характеристики.
- Плодовите гълъби от Зондските острови и Северна Австралия, като червеновратия и черногръбият плодов гълъб, имат сравнително по-дълги опашки от другите видове и се отличават с плътното си оцветяване на главата, шията и гърдите, с черна лента през корема.
- Друга група са определени плодови гълъби, ендемични за Нова Гвинея, Молукските острови и архипелага Бисмарк, включително P. granulifrons, P. insolitus и др. Те се отличават със сивото си оцветяване на главата или рамото и/или уголемена церема (част от човката). Тази група не е сексуално диморфна, което означава, че мъжките и женските видове си приличат – нещо нетипично за рода.
- P. victor, P. luteovirens и P. layardi са видове, ендемични за Фиджи, и някои учени ги класифицират в техния собствен род Chrysoena. Общото помежду им са по-малките размери, жълто или оранжево оцветяване при мъжките и подобни на коса пера на тялото. Те са известни също така със своите доста нехарактерни за гълъби вокализации, които звучат съответно като щракане, лай или подсвиркване.[4]
- И накрая, тихоокеанските острови са дом на редица видове, които обикновено споделят зелено оцветяване с пурпурни шапки или корони, вентрилоквиално гукане или удряне и отчетлива текстура на нагръдните пера.[5]

Последните данни показват, че Ptilinopus, както е дефиниран в момента, е парафилетичен, тъй като Alectroenas и Drepanoptila са включени в него.

### Видове
Родът съдържа 57 вида, някои от които са вече изчезнали:
- Ptilinopus cinctus, черногръб плодов гълъб,
- Ptilinopus alligator – отделен от черногръбия плодов гълъб
- Ptilinopus dohertyi
- Ptilinopus porphyreus
- Ptilinopus marchei, огненогръд плодов гълъб
- Ptilinopus merrilli
- Ptilinopus occipitalis
- Ptilinopus fischeri, червеноух плодов гълъб
- Ptilinopus jambu
- Ptilinopus subgularis
- Ptilinopus gularis – отделен от Ptilinopus subgularis
- Ptilinopus mangoliensis – отделен от Ptilinopus subgularis
- Ptilinopus leclancheri
- Ptilinopus bernsteinii
- Ptilinopus magnificus
- Ptilinopus perlatus
- Ptilinopus ornatus
- Ptilinopus tannensis
- Ptilinopus aurantiifrons
- Ptilinopus wallacii
- Ptilinopus superbus
- Ptilinopus perousii
- Ptilinopus porphyraceus, червеноврат плодов гълъб
- Ptilinopus ponapensis – отделен от Ptilinopus porphyraceus
- Ptilinopus hernsheimi – отделен от Ptilinopus porphyraceus
- Ptilinopus pelewensis
- Ptilinopus rarotongensis
- Ptilinopus roseicapilla
- Ptilinopus regina
- Ptilinopus richardsii
- Ptilinopus speciosus – отделен от Ptilinopus solomonensis[8]
- Ptilinopus purpuratus
- Ptilinopus chrysogaster – отделен от Ptilinopus purpuratus[8]
- Ptilinopus chalcurus
- Ptilinopus coralensis
- Ptilinopus greyi
- Ptilinopus huttoni
- Ptilinopus dupetithouarsii
- †Ptilinopus mercierii – изчезнал (средата на 20 век)
- Ptilinopus insularis
- Ptilinopus coronulatus
- Ptilinopus pulchellus
- Ptilinopus monacha
- Ptilinopus rivoli
- Ptilinopus solomonensis
- Ptilinopus viridis
- Ptilinopus eugeniae, белоглав плодов гълъб,
- Ptilinopus meridionalis
- Ptilinopus iozonus
- Ptilinopus insolitus
- Ptilinopus hyogaster
- Ptilinopus granulifrons
- Ptilinopus melanospilus
- Ptilinopus nainus
- Ptilinopus arcanus – вероятно изчезнал (края на 20 век?)
- Ptilinopus victor
- Ptilinopus luteovirens
- Ptilinopus layardi

## Разпространение
Плодовите гълъби са голям род, разпространен основно в и около остров Нова Гвинея, във Филипините. Някои видове имат ареали на запад до Зондските острови, други на север до Тайван, на юг до Австралия и на изток до Полинезия.